# Кожухаров, Асен
Асен Николов Кожухаров (род. 18 февраля 1961 года, Варна) – болгарский писатель, сценарист, военно-морской историк; доктор военных наук (2020), профессор (2022), преподаватель Высшего военно-морского училища им. Николы Вапцарова, Варна, Болгария. Автор работ по истории российско-болгарского военно-морского сотрудничества.

## Биография

### Образование
Асен Кожухаров родился 18 февраля 1961 г. в Варне. Окончил Высшее военно-морское училище имени Николы Вапцарова (1979—1984, Варна, Болгария) и Военную академию им. Георгия Раковского (2003—2005, София, Болгария). В 1999 году защитил в Варне кандидатскую диссертацию. В июле 2020 присуждена научная степень доктора наук по организации и управлению Вооруженными силами. Профессор (2022).

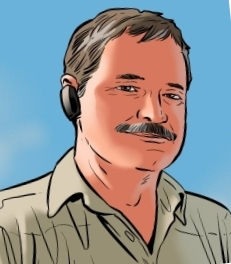
Портрет Асена Кожухарова работы русского художника комиксов Андрея Аёшина.

### Литературное творчество
С 1985 по 1996 гг. активно печатал свои литературные произведения, большей частью на исторические сюжеты. Наиболее популярен его роман «Добромир» – повествование про войну болгарского деспота Добротица с генуэзцами (1360-1387 гг.).
Другая часть его творчества связана с комиксами. Кожухаров – автор сценария комиксового сериала «Добромир» (по которому позже и был написан роман), опубликованного в журнале «Дъга» в 1980-е годы. Кроме того в последнем десятилетии прошлого века были напечатаны комиксовые книги «Добромир» и «Орда Варги» (сюжет про медно-каменную эпоху – 5 тыс. до н. э.).
Асен Кожухаров также адаптировал под комиксовые сценарии сюжеты известных произведений, в том числе, в 1991 г., и по рассказу русского писателя-фантаста Святослава Логинова «Страж Перевала» .
С 1993 г. А. Кожухаров является членом Варненского общества писателей – Варна. Председатель Общества авторов комикса «Манускрипт» - Варна.
Исследователи отмечают, что активная писательская деятельность этого автора фактически закончилась в 1996 г.
Однако следует заметить, что в ноябре 2016 г. в издательстве Терра-Балканика вышел комикс, "Четверть бесконечности", по сценарию А.Кожухарова (художник В.Чакыров).

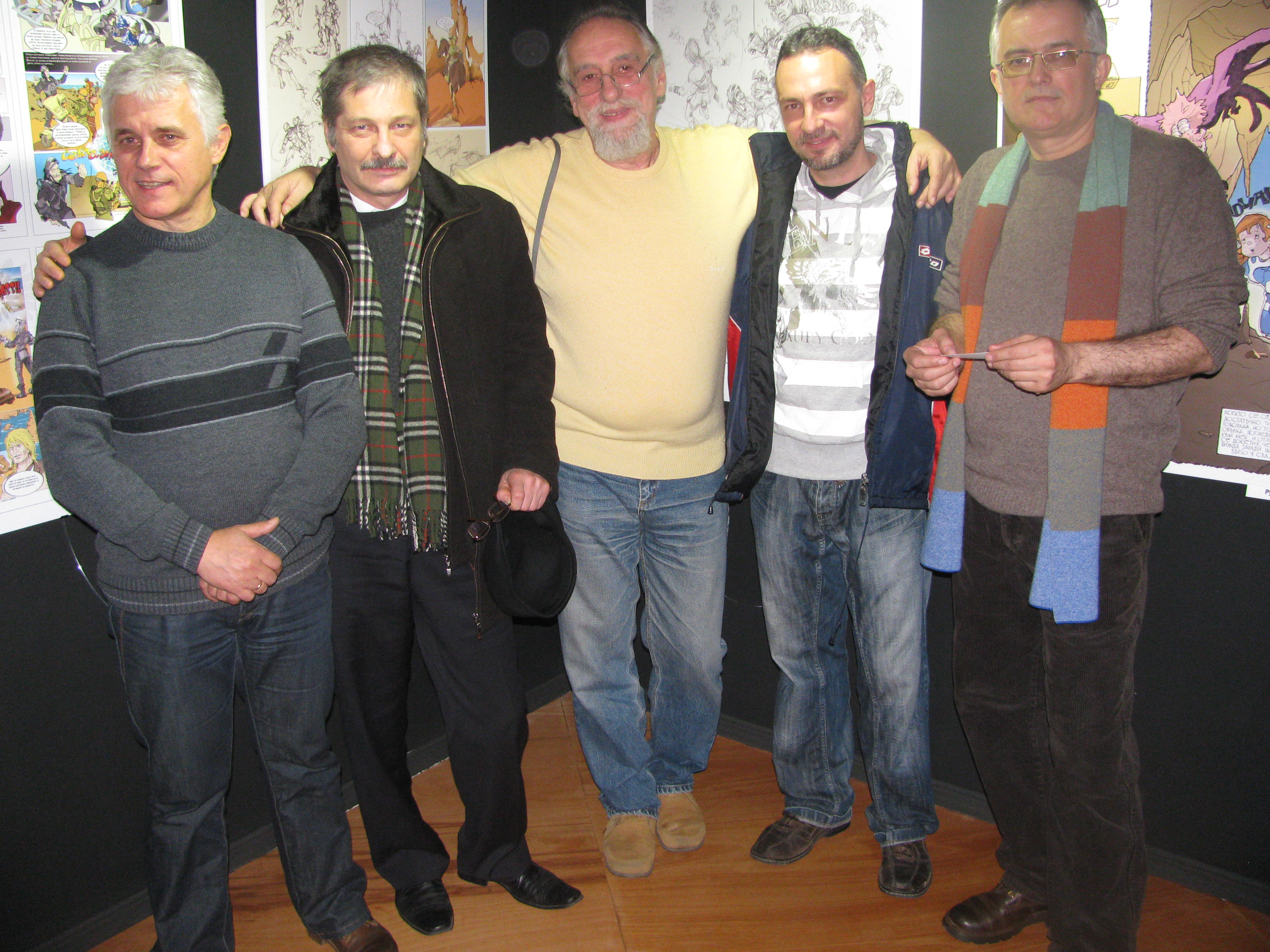
Асен Кожухаров (второй слева) среди других авторов комиксов - выставка „Выше радуги“, Варна, 2013

### Преподавательская и исследовательская карьера
С 2001 г. Асен Кожухаров назначен на должность доцента в Высшем военно-морском училище им. Н. Вапцарова г. Варна. Преподает военно-морскую историю.
Его научные исследования охватывают четыре темы:
1. Боевые действия на море в период 1967-1991 г.[5]
2. Десантные действия в прошлом веке .[6]
3. История Высшего военно-морского училища им. Н. Вапцарова г. Варна ,[7] и вклад российской белой эмиграции в развитии училища.[8]
4. Обучение болгарских морских[9]  и военно-морских офицеров за границей в период 1882-1944 г.[10][11]

Последняя тема послужила основой докторской диссертации, успешно защищенной 27 июля 2020 г. в Варне.
Его успехи в исследовании  русской эмиграции в Болгарии второй и третьей волны отмечены в современных справочных изданиях России.
Асен Кожухаров печатался в научных журналах не только в Болгарии, но и в США и России.
Член редакционных коллегий болгарских журналов «Език и литература» и «Историческо бъдеще».
Состоит в редакционных советах  журналов «Asian Journal of Social and Human Sciences»  и ÜNİVERSİTEPARK Bülten

### Художественная литература
1. Кожухаров, А. Стража на прохода. Комиксов роман. Худ. Д. Христозов. Варна, Багет-комикс, 1991. - 28 с.
2. Кожухаров, А. Добромир. Роман. Варна, Роял-77, 1992. - 144 с.
3. Кожухаров, А. Добромир. Комиксов роман. Худ. Е. Йорданов. София, Спектър, 1992. - 48 с.
4. Кожухаров, А. Ордата на Варга. Комиксов роман. Худ. В. Димитров. Варна, Славена-комикс, 1992. - 36 с.
5. Кожухаров, А. Любовта на Сколопендрата. Сборник рассказов. Варна, Славена, 1993. - 88 с.
6. Кожухаров, А. Белият дявол. Комиксов роман. Худ. И. Иванчев. Варна, Жеков и син, 1994. - 28 с.

### Научные книги
1. Кожухаров, А. Съвременните въоръжени конфликти в историята на военноморското изкуство: бойни действия по морско-океанските комуникации и унищожаване на противника на море. Варна, СТЕНО, 2002.
2. Кожухаров, А. Морските десанти през двадесети век. Варна, Славена, 2007.
3. Кожухаров, А. Операции за прекъсване на морско-океанските комуникации и унищожаване противника на море и в пунктовете за базиране (1912-1945 г.). Варна, Тера Балканика, 2013, 160 с.
4. Кожухаров, А. Обучението на българските морски офицери зад граница (1882-1944). Варна, Тера Балканика, 2015.
5. Кожухаров, А. Личните академични документи на българската морска образователна система (1892-1946). Варна, ВВМУ "Н.Й.Вапцаров", 2021.